# 4e division blindée (France)
Pour les articles homonymes, voir 4e division.
La 4e division blindée est une ancienne unité de l'Armée de terre française. Créée en 1967, elle est dissoute en 1985.

## Historique

### Création
La 4e division est créée le 1er septembre 1967 à Verdun. Elle succède à la 4e division d'infanterie. Subordonnée au 1er corps d'armée, elle comporte trois brigades de 4 500 militaires chacune et des unités d'appui et de soutien organique. 
- 10e brigade mécanisée de Reims[2] :
  - 410e bataillon de commandement et de soutien de Mourmelon ;
  - 1er groupe de chasseurs de Reims ;
  - 18e régiment de dragons de Mourmelon ;
  - 503e régiment de chars de combat de Mourmelon ;
  - 40e régiment d'artillerie de Suippes ;
  - compagnie d'éclairage de brigade de Mourmelon ;
  - 3e compagnie du 3e régiment du génie de Charleville.
- 15e brigade motorisée de Verdun[3] :
  - 415e bataillon de commandement et de soutien de Verdun ;
  - 94e régiment d'infanterie d'Étain ;
  - 150e régiment d'infanterie de Verdun ;
  - 2e régiment de chasseurs de Verdun ;
  - 25e régiment d'artillerie de Thionville.
- 16e brigade mécanisée de Metz[3] :
  - 416e bataillon de commandement et de soutien de Mercy-lès-Metz ;
  - 151e régiment d'infanterie de Montigny-lès-Metz.

En 1976, son état-major est transféré à Nancy.
De 1976 à 1985, le général commandant la 4e division puis la 4e division blindée est également gouverneur militaire de Nancy.

### Réorganisation de 1977

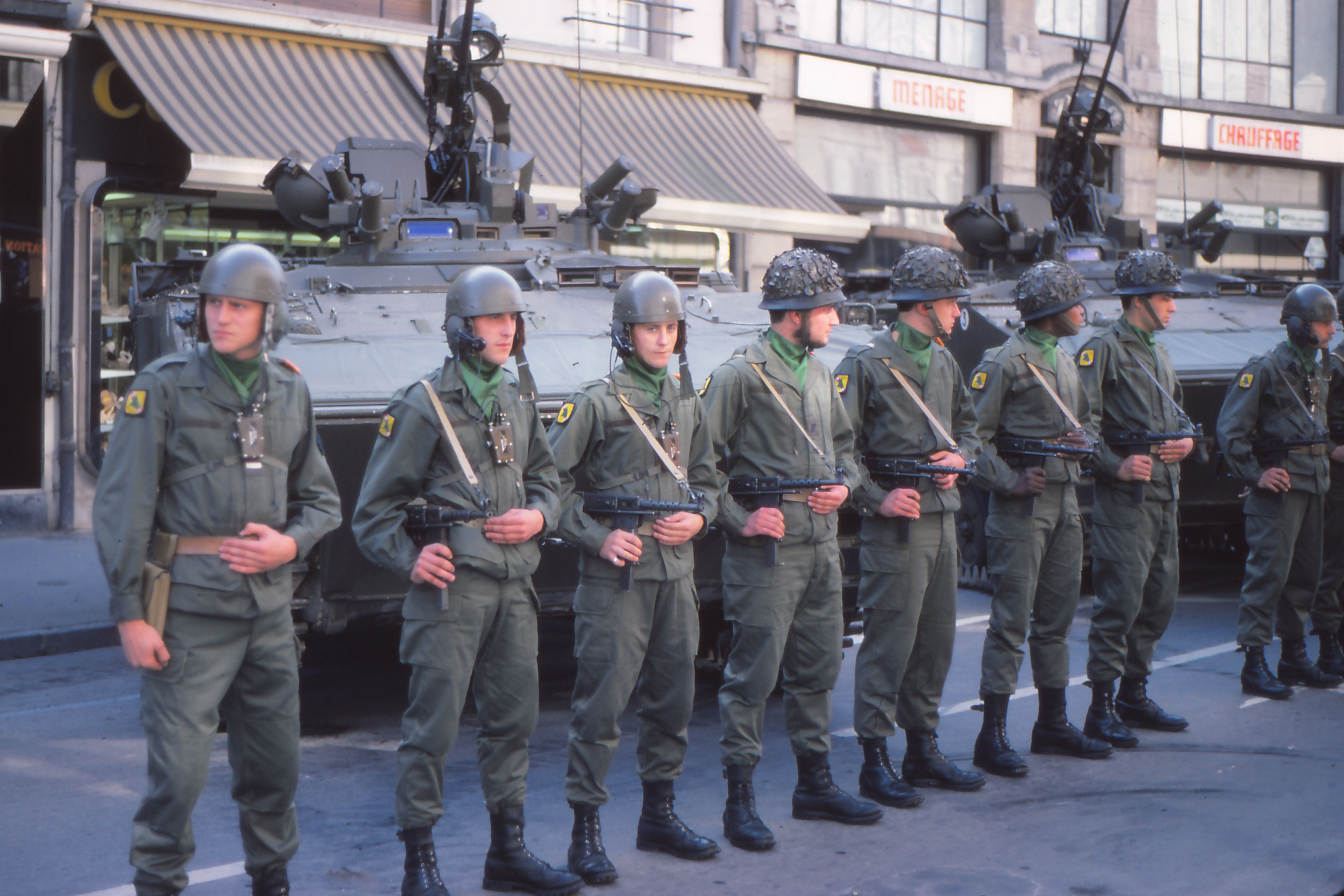
Cavaliers portés sur AMX-10 P du 2e RCh à Verdun le 14 juillet 1979. Ils portent sur la manche l'insigne jaune de la 4e division blindée.

Le 1er août 1977, dans le cadre d'une réorganisation  générale de l'armée de terre française, elle devient la 4e division blindée du 1er corps d'armée. Le général commandant la 4e division blindée est également responsable de la 61e division militaire territoriale,. Forte d'environ 8 000 hommes et disposant de 148 chars de combat AMX-30, sa composition est alors la suivante :
- 30e groupe de chasseurs à Lunéville ;
- 151e régiment d'infanterie à Metz ;
- 4e compagnie anti-chars à Metz ;
- 3e régiment de cuirassiers à Chenevières ;
- 2e régiment de chasseurs à Verdun ;
- 4e escadron d'éclairage divisionnaire à Verdun ;
- 8e régiment d'artillerie à Commercy ;
- 6e régiment du génie à Angers ;
- 4e régiment de commandement et de soutien à Nancy.

La 4e division blindée est dissoute le 30 juin 1985. Elle est remplacée par la 4e division aéromobile.

## Commandants
- 1977 : général Louis d'Harcourt [9]
- 1979 : général Guy Duhesme[10]
- 1981 : général Guy de la Rochette de Rochegonde[11]
- 1983 : général Guy Simon[12]

## Source
- http://sites-bruno.chez-alice.fr/ (consulté le 17 mai 2020).